# Callum O'Hare
Pour les articles homonymes, voir O'Hare.
Callum Luke O'Hare, né le 1er mai 1998 à Solihull, est un footballeur anglais qui évolue au poste d'attaquant à Sheffield United.

## Biographie

### En club

#### Aston Villa
Le 9 août 2017, il fait ses débuts pour Aston Villa, lors d'un match de la Coupe de la Ligue contre Colchester United.
Le 29 janvier 2019, il est prêté à Carlisle United.

#### Coventry City
Le 15 juillet 2020, il rejoint Coventry City.

## Statistiques
| Saison                | Club                   | Championnat           | Championnat | Championnat | Championnat | Coupe(s) nationale(s) | Coupe(s) nationale(s) | Coupe(s) nationale(s) | Total | Total | Total |
| Saison                | Club                   | Division              | M.          | B.          | P.d.        | M.                    | B.                    | P.d.                  | M.    | B.    | P.d.  |
| 2017-2018             | Aston Villa            | Championship (D2)     | 4           | 0           | 1           | 4                     | 0                     | 0                     | 8     | 0     | 1     |
| 2018-2019             | Aston Villa            | Championship (D2)     | -           | -           | -           | 1                     | 0                     | 0                     | 1     | 0     | 0     |
| Sous-total            | Sous-total             | Sous-total            | 4           | 0           | 1           | 5                     | 0                     | 0                     | 9     | 0     | 1     |
| 2018-2019             | Carlisle United (prêt) | League Two (D4)       | 16          | 3           | 3           | -                     | -                     | -                     | 16    | 3     | 3     |
| Sous-total            | Sous-total             | Sous-total            | 16          | 3           | 3           | -                     | -                     | -                     | 16    | 3     | 3     |
| 2019-2020             | Coventry City (prêt)   | League One (D3)       | 29          | 3           | 3           | 11                    | 1                     | 3                     | 40    | 4     | 6     |
| 2019-2021             | Coventry City          | Championship (D2)     | 46          | 3           | 3           | 2                     | 0                     | 0                     | 48    | 3     | 3     |
| 2021-2022             | Coventry City          | Championship (D2)     | 45          | 5           | 8           | 2                     | 0                     | 0                     | 47    | 5     | 8     |
| 2022-2023             | Coventry City          | Championship          | 11          | 0           | 3           | -                     | -                     | -                     | 11    | 0     | 3     |
| 2023-2024             | Coventry City          | Championship          | 15          | 5           | 1           | 1                     | 1                     | 0                     | 16    | 6     | 1     |
| Sous-total            | Sous-total             | Sous-total            | 146         | 16          | 18          | 16                    | 1                     | 3                     | 162   | 17    | 21    |
| Total sur la carrière | Total sur la carrière  | Total sur la carrière | 166         | 19          | 22          | 21                    | 1                     | 3                     | 187   | 20    | 25    |